# Estero Los Puercos
Estero Los Puercos är ett vattendrag i Chile.   Det ligger i regionen Región del Maule, i den södra delen av landet, 250 km sydväst om huvudstaden Santiago de Chile.
Trakten runt Estero Los Puercos består i huvudsak av gräsmarker. Runt Estero Los Puercos är det ganska glesbefolkat, med 25 invånare per kvadratkilometer.